# 카라칼라 욕장

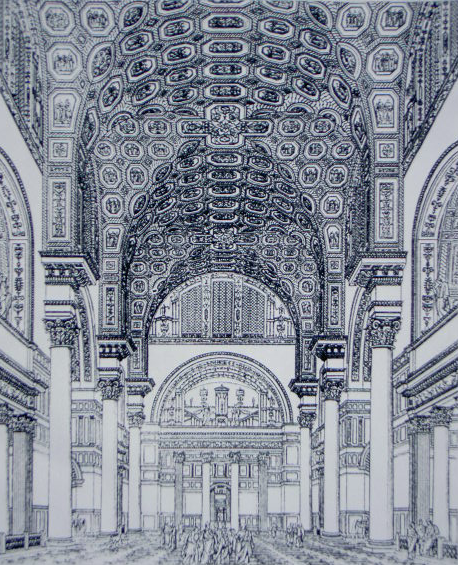
카라칼라 욕장 (1899년 추측해서 그려낸 복원 그림)

카라칼라 욕장(이탈리아어: Terme di Caracalla)은 이탈리아 로마에 있는 공중 목욕탕 유적을 말한다. 카라칼라 황제의 명령으로 212년부터 216년까지 지어졌다. 이 공중 목욕탕은 6세기까지 남아서 그대로 사용되다가, 고트 전쟁 중에 동고트족 군대가 공격하여 파괴되었다. 20세기에 들어서 카라칼라 욕장의 디자인과 양식은 뉴욕 시의 펜실베이니아 역의 디자인에 영감을 주기도 했다. 1960년 하계 올림픽 체조 종목의 공식 경기장으로 사용되었고, 2009년에는 카라칼라 욕장의 발굴 유적지가 2009년 라퀼라 지진으로 피해를 입기도 했다.

## 같이 보기
- 고대 로마의 공중 목욕탕
- 로마의 고대 건축물 목록